# Rhipidia (Rhipidia) mystica
Rhipidia (Rhipidia) mystica is een tweevleugelige uit de familie steltmuggen (Limoniidae). De soort komt voor in het Neotropisch gebied.